# Rosa Costa Soler
Rosa Costa Soler (Palma, 25 de desembre de 1964) és una nedadora sincronitzada mallorquina. Participà als Jocs Olímpics de 1984, on va competir en la modalitat individual. Va formar part de l'equip espanyol de natació sincronitzada entre 1981 i 1985 i fou campiona d'Espanya en categories individual, duos i grups entre 1982 i 1986.